# Dansk-Baltisk Auxiliær Corps
Dansk-Baltisk Auxiliær Corps (DBAC) var et dansk militært kompagni etableret på privat initiativ i 1919, der bestod af 213 mand med kaptajn Iver de Hemmer Gudme som korpschef og kaptajn Richard Gustav Borgelin som kompagnichef, og som den 26. marts 1919 sejledes til Hangö i Finland om bord på det finske skib M/S Merkur. Korpset indsattes i kamp på estisk side i maj til august 1919 under den estiske krig for uafhængighed og dermed samtidig i den lettiske krig for uafhængighed, hvor korpset i slutningen af maj samt juni måned foretog et 200 kilometer langt fremstød fra Võru i det sydlige Estland mod Jēkabpils i Letland og dermed floden Daugava, hvor det lykkedes dem at afskære bolsjevikkernes forsyningslinjer østfra. Derefter blev korpset trukket i reserve, da de politiske gnidninger mellem Baltische Landeswehr og Letlands Hær lå udenfor korpsets kontrakt. I slutningen af juli 1919 blev korpset indkaldt til kamp på et frontafsnit mellem Ostrov og Porkhov i det russiske Guvernement Pskov, hvilket var en blodig oplevelse og kostede korpset dyrt. Derefter udløb korpsets kontrakt, og de fleste var draget hjem i slutningen af august 1919.

## Baggrund
Da uafhængighedskrigen brød ud, rettede Estlands provosoriske regering gennem de udenlandske ambassader henvendelser til de skandinaviske lande om militær bistand. På deres side havde de allierede bedt regeringerne i Sverige, Norge og Danmark om at støtte de baltiske stater i deres kamp mod Sovjet-Rusland, idet de lovede at tilbagebetale våben og ammunition hurtigst muligt. De nationale tropper fra Skandinavien blev imidlertid ikke indsat som støtte for Estland.
I slutningen af december 1918 telegraferede dr. Oskar Wilho Louhivuori, lederen af den estiske bistandskomite, til Dr. Harald Høffding i København, hvor han bad om presserende hjælp til Estland i kampen mod bolsjevikkerne. Kampen mod spredningen af bolsjevismen var vigtig for Finland, de skandinaviske lande og Vesteuropa som helhed.
I København havde oberst Wade, en talsmand for den britiske hær, henledt den danske kaptajn Iver de Hemmer Gudme på kampen for Estlands selvstændighed. Som ung studerende havde Gudme deltaget i den finske borgerkrig, hvor han blev forfremmet til officer. I begyndelsen af januar 1919 rejste han til Estland. Han blev opmærksom på situationen på stedet, og efter at have opnået enighed med de estiske myndigheder om principperne besluttede han at starte et frivilligt arbejde for at hjælpe Estland.

## Dannelse
Den 22. januar 1919 underskrev Oskar Kallas, den estiske repræsentant i Finland, en kontrakt med lederen af den estiske bistandskomite. Det bemyndigede den finske general Torsten Leonard Lode til at rekruttere op til 1.000 danske frivillige på samme vilkår som de finske frivillige i Estland. Danske frivillige måtte kæmpe mod den røde hær under kommando af de finske frivillige styrker i Estland.
Et frivilligt udvalg blev nedsat i København i januar 1919 med en dansk ingeniør og tidligere løjtnant for den siamesiske hær, Aage Westenholz, en af hovedaktionærerne i Kunda Cement Fabrik, Alexander Foss, den finske general Lode, K. Dahl, den britiske oberst Wade, den danske oberst Styrup og Gudme. Dr. Einar Runeberg, sekretær for Finlands ambassade i København, bistod også med rekrutteringen af frivillige.

### Rekruttering af frivillige
Ved hjælp af Aage Westenholz blev der oprettet et frivilligt rekrutteringskontor i Nansensgade, København, under kommando af kaptajn Gudme. Han fungerede også som formidler mellem den estiske regering og de frivilliges finansmand Westenholz. Kaptajn Gudmes assistent var kornet Lauridsen, der også fungerede som kontorchef. Hans økonomiske bistand var sergent Sørensen.
Rekrutteringen af frivillige, der skulle sendes til Estland, var genstand for ophedet debat i den danske presse. Højreorienterede publikationer godkendte varmt frivilligheders kamp mod det dominerende Rusland, hvis fremskridt mod vest også af den danske regering blev anset som en trussel. Venstreorienterede medier, især socialistiske kredse, var imod rekruttering af frivillige. En livlig debat i aviserne gav imidlertid rekrutteringsbureauet opbakning, og inden for kort tid havde nogle tusinde frivillige meldt sig.
Initiativet havde fået stærk folkelig opbakning, men den danske socialdemokratiske regering lod kun nogle få hundrede mænd blive sendt til Estland. En gruppe frivillige under kaptajn Gudmes generelle kommando var at danne et fodfolkskompagni under kommando af Richard Gustav Borgelin og et artillerikompagni ledet af kanonkaptajn Jens Martinus Mortensen. Dannelsen af artillerikompagniet mislykkedes imidlertid. Da danskerne ikke fik kanoner til deres rådighed, blev kaptajn Mortensen leder for kompagniets feltkøkken.

## Rejsen til Estland
Den 26. marts 1919 gik veludstyrede frivillige ombord på dampskibet M/S Merkur i Københavns havn for at sejle via Finland til Tallinn. Indtil videre havde virksomheden ikke underskrevet nogen form for tjenestekontrakt med den estiske regering. For at undgå problemer med den danske regering skulle kontrakten underskrives på internationalt farvand. General Lode, der blev bemyndiget af den estiske regering til at underskrive tjenestekontrakter, fulgte med danskerne. Da de nåede internationalt farvand, begyndte general Lode at handle. Skibet blev standset, og under kaptajn Borgelin underskrev danske frivillige kontrakter om militærtjeneste.
Undertegnelse af servicepapirer offshore var genialt planlagt, men den danske socialdemokratiske regering fandt en gammel og længe glemt lov, der forbød danske frivillige i at rekruttere udenlandske tropper. Med henvisning til denne lov blev Westenholz idømt tre måneders fængsel. Efter et kort fængselsophold fik han amnesti og blev hurtigt frigivet.
Om eftermiddagen den 31. marts ankom M/S Merkur til Hanko. Den estiske regering havde sendt løjtnanterne Einstein og Elmar Kirotar afsted for at møde danskerne.
Den 1. april tog de frivillige toget til Helsinki. Officererne blev ført til en natlogi på Fennia Inn, hvor syv medlemmer af det estiske hjælpeforening ledet af Dr. Louhivuori dukkede op. Sidstnævnte hilste på danskerne ved deres ankomst til finsk område. Kaptajn Borgelin blev også inviteret til at besøge Finlands statsleder, general Carl Gustaf Emil Mannerheim, mens han var i Helsinki.
Om aftenen den 2. april fik danskerne besøg af løjtnant August Schönberg, adjudant for den estiske krigsminister, som var blevet sendt for at møde dem af krigsministeren. Den 4. april begyndte sejladsen til Tallinn - isbryderen "Wäinämöinen" (nu: Suur Tõll) hævede sit anker kl. 7 og nåede til Tallinns havn samme dag.

## Danskerne i Estland
Da de ankom til Tallinn, blev danskerne indkvarteret i kasernen på Juhkentals Afrikagade (Aafrika tänav, nu Võistluse tänav), hvor kompagniets første forberedelser fandt sted. Da valget til Estlands konstituerende forsamling var i gang, deltog danskerne, der havde bedre militærtræning, i patruljetjenesten for at sikre den offentlige orden i Tallinn. To patruljedelinger bevæbnede med rifler, hver ledet af en korporal, holdt vagt på Tallinns gader døgnet rundt. Tjenesten gik uden hændelser og sluttede med etableringen af Estlands konstituerende forsamling den 23. april 1919.
Den daglige træning af kasernen på Aafrika tänav var oprindeligt i to dele, morgen og aften. Skemaet blev snart ændret for at give militærets personale mulighed for at tilbringe tid i byen om aftenen. Disse gratis timer blev brugt af alle på deres egen måde. De besøgte restauranten Linden på Narva Landevej (Narva maantee) eller kom i slagsmål med engelske søfolk og andre internationale elementer, der var i Tallinn under uafhængighedskrigen. Som et resultat af disse hændelser vendte soldaterne ikke tilbage til enheden på det planlagte tidspunkt kl. 21.00. Der blev afholdt mange fester i byen under krigen - nogle gange deltog officerer til sidste mand, i andre tilfælde et stort antal menige. Alt dette svækkede den militære disciplin.
For at disciplinere enheden opfordrede kaptajn Borgelin kompagniets læge, Axel Laurent Christensen, om at vaccinere mændene mod tyfus og kopper i henhold til tjenestekontrakten. Da der var behov for to dages sengeleje efter hver injektion, måtte officerer, underofficerer og menige forblive i sengen i fire dage. Borgelin tog selv en længere tur rundt i Tallinn for at finde nye og mere passende indkvartering for kompagniet. Han nåede Nõmme og så de gamle kaserner der, der opfyldte hans forventninger. Da kompagniet igen stod op til opstilling om morgenen den 26. april, drog de til Nõmme og vendte ikke tilbage til Juhkentali.

### Kampforberedelse i Nõmme
Ved den nye indkvartering blev der fortsat intensiv træning for at forene og uddanne forskellige militærpersoner. I København havde kompagniet samlet infanteri, artilleri, dragoner, husarer og endda to marinesoldater. Denne mangfoldige gruppe måtte nu omdannes til en enhed med de nødvendige færdigheder. Kamperfaring, mobilitet, skydetræning og granatkastning blev praktiseret i Nõmme fra 5 til 20. Foran kasernen blev Dannebrog, der blev bragt fra København, rejst hver morgen med hilsen og sænket om aftenen. Ingen fik lov til at køre til Tallinn i denne periode.
Den 18. maj 1919 besøgte generalmajor Johan Laidoner kompagniet. Laidoners ledsagere omfattede Jaan Soots, chef for generalstaben og Jens Christian Johansen, Danmarks generalkonsul. Kompagniet foretog nogle feltøvelser, kampevner blev testet i Nõmme Skov, og underofficer med maskingeværer viste deres evner til at håndtere disse våben.

## Aktiviteter på sydfronten
Om morgenen den 19. maj begyndte kompagniet sin rejse til sydfronten, hvor endestationen var Võru. Ved Baltijaam (stationen i Tallinn) ventede kompagniet på, at et specielt tog, der var stillet til rådighed af stationens øverstbefalende, blev overdraget til den danske gruppe. I Tartu var de danske tropper nødt til at foretage et kortere stop, og derfor havde kaptajn Borgelin et par stationer tidligere givet mændene besked om at nette deres udseende. På Tartu station blev danskerne sammen med andre estiske officerer modtaget af kommandanten for 2. division, Viktor Puskar. Kaptajn Borgelin stillede sin enhed til rådighed for den estiske divisionschef under ceremonien. Om aftenen den 19. maj var kompagniet allerede i Võru. Kompagniet blev indkvarteret i et gæstehus kaldet Kannel. Enhedens skæbne var stadig ukendt - det var uklart, hvornår skyttegravene skulle laves.

### Grøftegravskrig ved Rõuge
Om eftermiddagen den 20. maj, kl. 16, blev Borgelin beordret til at drage til fronten samme dag med sine mænd. Det danske kompagni skulle erstatte en af Estlands 8. infanteribataljon i Rõuge-regionen. 200 mænd måtte forsvare hele den syv kilometer lange front på linjen Hurda-Suure-Ruuga-Purka. Fjendens skyttegrave var 2-3 kilometer fra danskernes. Fronten vendte mod syd, og dalen mellem øst og vest løb mellem fjenderne. Danskerne var på den nordlige, modstandere på den sydlige dalskrænt. På danskernes højre fløj var 1. fodfolksregiments 1. bataljon, 3. afdeling under kommando af løjtnant Johannes Grant og til venstre den 2. fodfolksregiment.
Borgelin besluttede at organisere frontens otte frontpunkter med feltvagter. Det var muligt at udstationere forposter på nogle få støttepunkter. Afstanden mellem den tredje og den fjerde feltvagt var ganske stor, og befæstningen blev forsynet med en mellemliggende vagtpost bemandet med en korporal med to menige med et let maskingevær. På venstre fløj af fronten var Suur Munamägi, hvor feltvagten nr. 8 fik tilnavnet Palace Hotel. Hans kommandopost blev udnævnt af Borgelin som et backupkompagni, skønt dette kun bestod af to kornetter - Stephensen og Theilmann, to estiske telefonister og en person til at formidle meddelelser.
Den indirekte ildstøtte var et par kilometer bag danskerne på fronten, ledet af kaptajn Johannes Roska fra 5. artilleribatteri i det 3. artilleriregiment.

#### Første kamppatrulje
Eftersom man frygtede, at den røde hær på en eller anden måde kunne blive opmærksom på det begrænsede antal af danskere, forbød Borgelin enhver skydning i løbet af dagen, medmindre det var strengt nødvendigt. Med denne taktik manglede fjenden nogen solide data om antallet af danskere; ved skyderiet kunne de let have indset, at fronten var svagt bemandet.
Den røde side havde på en eller anden måde dannet den opfattelse, at der under Rõuge var et helt dansk regiment imod dem. For at bevare dette indtryk besluttede Borgelin at arrangere en natlig demonstrativ patrulje. Hver base måtte sende en patruljeringsgruppe på 7 til 10 mand under kommando af en løjtnant eller en underofficer. Ud over deres personlige våben og ammunition var alle mændene udstyret med håndgranater, og hver gruppe blev forsynet med et let maskingevær.
Stille og ubevæbnede bevægede de sig så tæt som muligt på fjendens positioner i nattens mørke, og på det aftalte tidspunkt åbnede patruljerne ild i hele fronten. Kontakten varede i cirka ti minutter, med alle patruljetropper var tilbage ved støttepunkterne ved solopgang. Patruljemissionen gav rigelig nyttig information om fjendens position og afslørede, at deres skyttegrave var dårligt og uregelmæssigt konstruerede. På tidspunktet for det uventede angreb var de fleste af de røde tropper flygtet fra deres position. Patruljerne bragte også en fange. Danskerne mistede seks sårede, en af dem - korporal Viggo Jørgensen - alvorligt såret.

#### Frontgennembrud
I de følgende nætter var danskernes aktiviteter begrænset til et par rekognoceringer. To mænd døde, og 3-4 mænd blev såret, men man fik detaljer om fjendens støttepunkter, maskingevær og kanoner. Om morgenen den 25. maj krydsede en fjendtlig patruljegruppe frontlinjen ved feltpost 8 og åbnede ild mod posten bagfra. På grund af dens undertal besejrede danskerne hurtigt angribere og fangede fem mænd. Kaptajn Borgelin mente, at de røde havde til hensigt at enten invadere eller trække sig tilbage fra deres nuværende linje, og om eftermiddagen samme dag udsendtes små patruljetropper for at spionere efter fjendens positioner og aktiviteter.
Da de nærmede sig skyttegravene, udbrød skydninger mod patruljerne, hvilket medførte, at fjenden på nogle punkter veg og trak sig tilbage. Straks erobrede danskerne de tomme skyttegrave, og slaget fortsatte. Efter at have lært af en budbringer, at fjenden var ved at trække sig tilbage på fronten, beordrede kaptajn Borgelin kompagniet til at angribe. Angrebet skulle ende på en højderyg bag fjendens skyttegrave med mulighed for et bedre forsvar i tilfælde af et modangreb. Den tilbagetrækkende røde hær blev forfulgt mellem 600 og 700 meter; Ved daggry af 26. maj nåede danskerne toppen af bakken og stoppede. Fjendens artilleribatteri på venstre side af fronten og en forsvarende infanterienhed trak sig tilbage uden kontakt med danskerne.

### Deltagelse i Võru-Jēkabpils-operationen
Den 26. maj 1919 optrådte kaptajn Borgelin ved siden af kommandant Grant, en nabohærafdeling, og overrakte ham divisionslederen, Polkovnik Puskars, ordrer for videre handling. I henhold til ordren skulle kompagniet være klar til kamp kl. 09.00 næste morgen. Operationelt var det danske kompagnis 1. fodfolksgruppes 1. bataljon underordnet vicekaptajn Oskar Pajussons ledelse. Tre på hinanden følgende kanonkugler skulle være et signal til at starte offensiven, det oprindelige mål for danskernes angreb var Tsiiruli kro ved den estisk-lettiske etniske grænse.

#### Erobring af Cirirul Kro
Om morgenen den 27. maj igangsatte kompagniet et angreb på det planlagte tidspunkt. Oprindeligt bevægede de sig i grupper i kæde og derefter i grupper i rækkefølge. Af hensyn til sikkerhed sendte kaptajn Borgelin fem mænd under kommando af en korporal et par hundrede meter foran resten af kompagniet. Borgelin red selv med budbringer greve Ernst Emil Holstein. Bevægelse omkring en kilometer foran enhedens hoveddel faldt kompagniet i fjendens baghold i Vungi landsby. I tæt kamp var Borgelin i stand til at afværge de røde med sværdslag, og de danske ryttere trak sig tilbage, fyret af skud og maskingevær fra landsbyens forsvarere.
Da de nåede den danske sikkerhedsafdeling, begyndte en skudveksling med modstanderen. Borgelin tilføjede en anden gruppe til forstærkninger, og snart blev de røde set på flugt fra landsbyen. Danskerne erobrede landsbyen Vungi med storm og uden større tab - kun to mænd blev lettere såret.
Den videre fremrykning mod Tsiiruli kro skete ved middagstid den 27. maj og varede indtil middag. Da danskerne nåede værtshuset, sendte kaptajn Borgelin en rekognoseringsgruppe med en løjtnant og et par mænd. Da rekognosceringsgruppen nærmede sig, begyndte folk fra den røde hær i kroen at kaste håndgranater mod dem, og spejderne blev tvunget til at trække sig tilbage. Borgelin efterlod en vagt og trak kompagniet omkring en kilometer tilbage for at fortsætte dens fremrykning den følgende morgen.
Om morgenen den 28. maj besluttede kaptajn Borgelin med kompagniets 1 gruppe, løjtnant Munch-Andersen, at angribe kroen. Resten af kompagniet under kommando af løjtnant Beyer skulle langsomt følge i kamp. Efter en kort skududveksling blev forsvarernes modstand brudt, og de trak sig tilbage til skovtykningen. Kroen blev erobret uden tab. Det lykkedes for kompagniet at etablere en forbindelse på sin højre fløj langs Riga-Pskov-landevej med Grants gruppe, der havde erobret Veclaicene Gods samme dag. Det lykkedes ikke danskerne med det 2. infanteri at opnå kontakt på venstre fløj.

#### Fremrykning i det nordlige Letland
Tidligt den 29. maj blev Borgelin beordret til at marchere med sit kompagni til Veclaicene Gods. Derfra skulle et angreb på Aluksne finde sted. Sammen med Grants gruppe flyttede de til Ziemer landsby, derefter flyttede Grants gruppe længere til højre. Kaptajn Borgelin sendte en stærk sikkerhedsstyrke frem for at styrke sit kompagnis tryghed - 10 fodfolk og fire ryttere ledet af en officer. På det tidspunkt, hvor de trak sig tilbage, havde den røde hær brændt i alt tre broer, der blev repareret med for hånden værende materialer. Ved middagstid marcherede kompagniet til Aluksne, hvor 1. kavalerigruppe, under kommando af ritmester Gustav Jonson, allerede var til stede. Kaptajn Borgelin formåede at indkvartere sit kompagni i lokalerne for en lokal pigegymnastiksal.
Om morgenen den 30. maj fortsatte fremrykningen. Det danske gruppe, der havde fået til opgave at operere med 1. fodfolksinfanteris 1. bataljon, 1. kavalerigruppe og 3. artillerigruppes 5. batteri, fortsatte sydpå fra Aluksne. Kolonnens opgave var at invadere fjendens bagland, ved Sita jernbanestation besætte Gulbene-Rezekne-jernbanelinje, sprænge jernbanebroen over Pededze-floden og rykke videre frem mod Gulbene.
I nærheden af Litene Gods erklærede kavaleriets chef, at fjenden befandt sig i herregården og også havde sikret sig syd for herregården ved Pededze-floden. Kaptajn Borgelins kompagni og løjtnant Grants gruppe fik ordre om at rykke frem på herregårdens højre side mod landevejen. Danskerne begyndte at angribe herregården ved fra højre fløj, mens Grants gruppe angreb direkte over marken. Dele af kavaleriet angreb fjenden fra venstre. Kl. 19.30 blev Litene Gods erobret.
Om morgenen den 31. maj blev der foretaget en hurtig march til Gulbene. Efterretningen rapporterede, at fjendens vigtigste styrke var flygtet fra byen. Dagen gik med at udforske den Røde Hærs ødelæggelser og indsamle krigsbytte. Da Gulbene Slot blev ødelagt og plyndret af de røde, blev herregårdens park valgt som indkvarteringssted. Den 1. juni blev afsat til kompagniets hvile og vedligeholdelse af dets udstyr, men kort efter middag ankom den sovjetiske lettiske hærs 1. jægerdivisions 4. jægergruppe, som blev fanget og overdraget til den lettiske nationale hær.

### Fjenden trækker sig tilbage
I den tidlige morgen den 2. juni marcherede danskerne til Jaungulbene. Efter anvisning af ritmester Jonson måtte det danske korps oprette to stærke vagtposter 6-7 kilometer øst for landsbyen. Kaptajn Borgelin tog personligt 50-mandstroppen til de tildelte positioner; afstanden mellem de to poster var omkring 8 km. Samme aften passerede en stor kolonne af røde under tilbagetrækning, anslået til et par tusinde mænd, danskernes positioner. Da russerne ikke nærmede sig sikkerhedspositionerne, forblev mændene i vagten rolige og troede på, at de var estere eller letter.
Om morgenen den 3. juni tog det danske kompagni med fenrik Grants gruppe toget fra Jaungulbene til Dzelzava station og derefter til fods til Cesvaine. Fra røde tropper, der tidligere var blevet fængslet af en rytterafdeling ved Dzelzava modtog danskerne oplysning om, at den 7. hærs 9. Novgorod-jægergruppe, der nærmede sig fra vest, planlagde at trække sig tilbage gennem Cesvaine til Ļaudona. Da de nåede Cesvaine Gods blev kaptajn Roskas batteri, fenrik Grants gruppe og kaptajn Borgelins kompagni forberedt i gode positioner til at modtage modstanderen, der nærmede sig. Først ankom chefen for de russiske styrker til herregården med sit personale, der blev fængslet uden et skud. Cirka et kvarter senere marcherede russernes hovedgruppe også lige i fælden. 300 fanger, et antal kanoner og maskingevær, mange heste og udstyr blev erobret.
Om aftenen ankom de lettiske nationale tropper til Cesvaine, og det danske kompagni sammen med 1. infanteriets 1. bataljon og det 1. kavaleris 4. skvadron foretog en march til Madona, som blev nået få minutter efter midnat. Den 4. juni drog de fra Madona til Laudona, og i den tidlige morgen den 5. juni begyndte en angrebskolonnen sin rejse mod Krustpils og gjorde et kort stop ved Ungurmuiža Gods.
Krustpils og Jēkabpils på de modsatte bredder af Daugava-floden blev forladt af fjenden. Pontonbroen over floden var ødelagt, så robåde og de restende ikke-ødelagte pontoner måtte bruges til at krydse floden. På venstre bred af floden Daugava placerede kaptajn Borgelin en dansk vagtpost, der kontrollerede flodkrydsningerne. Foruden danskerne opholdt en del af 3. skvadron af det 1. kavaleri sig i byen.
Det danske kompagni forblev i Jēkabpils i to dage, indtil den 7. juni. Natten før 7. juni ankom den 1. Volmar polk af Letlands styrker til området, og Krustpils og Jēkabpils blev overdraget til dem.. I mellemtiden var Landeswehr-krigen udbrudt i Letland, men deltagelse i denne var ikke en del af kontrakten mellem danskerne og den estiske regering, og kompagniet blev derfor trukket væk fra fronten.

### Hvile
Efter at have forladt Jēkabpils vendte danskerne til hest tilbage til Laudona, hvor de forblev i reserve. Den 13. juni var kompagniets lønningsdag. For første gang fik danskerne udbetalt deres løn i estiske mark, nærmere bestemt 5% af republikkens gæld. Tidligere var danskerne blevet betalt med finske mark i henhold til kontrakten. Antagelig kunne den estiske regering løbe tør for de finske mark eller man antog, at inden for Letlands grænser kunne estiske gæld også betales i udenlandsk valuta. Den 15. juni fejrede kompagniet 700-års jubilæum for Dannebrog.
Senest den 16. juni var letterne blevet mobiliseret i Laudona. Mange af dem, der var blevet mobiliseret, havde tidligere hørt til den sovjetiske lettiske hær, hvilket skabte en risiko for optøjer. Estere og danskere blev bedt om bevæbnet hjælp til at opretholde orden. Oprørerne overgav sig og fik de lettiske nationale styrkers kendetegn. Den 17. juni forventedes kompagniet at forlade Laudona, men efter anmodning fra de lettiske myndigheder forblev de der indtil, at mobiliseringsoprøret var forbi. Samme aften blev der afholdt en fodboldkamp mellem Grants gruppe og det danske kompagni. I en vis forstand kan det betragtes som den første uofficielle estisk-danske fodboldkamp.
Den 19. juni blev det meddelt, at kompagniet skulle vende tilbage til Estland til Galgauska herregård, hvortil de nåede via Madona, Cesvaine og Jaungulbene natten til den 21. juni.
Der var problemer med bortrømmede, der på grund af streng disciplin forlod Borgelins kompagni og vendte tilbage til Danmark. Der fortalte de rædselshistorier til sensationspressen om, hvordan kaptajn Borgelin havde kommanderet danskere indlagte på hospitalerne i Võru og Gulbene, og hvordan de frivillige med godkendelse fra kompagniets øverstbefalende havde bortført dyr og anden ejendom fra civile. Som reaktion på disse løgne sendte general Laidoner et officielt telegram til København den 8. juli om, at det danske frivillige kompagni havde været veldisciplineret og lydigt nøje fulgt de estiske militære myndigheders ordrer.
Danskerne blev i Gaugauska indtil 13. juli, hvorefter de rejste til Tartu. Kompagniet blev indkvarteret på Riia tänav (Riga gade), og kaptajn Borgelin selv blev indkvarteret i adelsslægten Anreps hus på Tiigi tänav.

### Slaget på Ostrov-fronten
Den 22. juli 1919 modtog kaptajn Borgelin et officielt brev fra kaptajn Eduard Johannson, den operationelle næstkommandant for 2. divisionsstab. Virksomheden måtte rejse gennem Irkutsk til Irboska og derfra til Pskov-fronten, hvor slagene om Ostrov og Porhov var i gang. Da Borgelin selv var under reconvalescens på Tartu Militære Hospital efter en skade som følge af fald fra en hest, satte han løjtnant Peter Viggo Christensen som ansvarlig for kompagniets maskingeværgruppe. Dermed havde han sendt hurtige telegrammer til Tallinn og Valga for at tilbagekalde tropper på orlov i disse byer.
Den 24. juli var de nødvendige forberedelser foretaget, og om aftenen tog kompagniet toget. Om natten den 25. juli nåede de Cherkassy jernbanestation, hvor provant og ammunition blev fordelt til soldaterne, og om morgenen den 26. juli begyndte en fremrykning til fronten. Kompagniet fik til opgave at støtte den venstre fløj af kampgruppen, der opererede mod byen Ostrov i området mellem jernbanelinjerne Pskov-Ostrov og Pskov-Porhov. Der var to muligheder for at passere sump- og moselandskabet, den ene var Pskov-Ostrov-jernbanen og den anden den smalle Prudy-højderyg øst for jernbanen. Danskerne var operativt underordnet spejderbataljonen ledet af kaptajn Friedrich-Karl Pinka; indirekte ildstøtte udgjordes af 2. artillerigruppes 4. batteri under ledelse af løjtnant Herman Maimu.
Ankommet ved middagstid den 26. juli til løjtnant Maimus batteri blev det danske kompagni straks mødt af en anti-artilleri batteris ild, der førte til tab af en mand alvorligt såret. I kædeformation rykkede kompagniet frem i fuld kamp. Ved Prudõ-passage udbrød der en ildkamp ud med fjenden, der var trængt bag frontlinjen, og mistede syv mænd. Sammen med spejderbataljonen erobrede danskerne landsbyen Stank om aftenen, hvor fjendens våben havde været placeret.
Om morgenen den 27. juli fortsatte fremrykningen og sammen med spejderbataljonens B- og E-kompagnier erobredes Tserkovštšina landsby. I det efterfølgende angreb på erobringen af landsbyen Nikolskoje blev oppositionens modstand ved landevejen Porhov-Ostrov knust og kompagniet nåede linjen Tarakanova–Baranovka–Smõkalovo. På venstre fløj savnedes det 6. infanteri, der var blevet efterladt i angrebet. Dagen havde allerede krævet flere tab fra danskere: 2 mænd døde og 4-5 mænd såret. Om aftenen ankom 2. Divisions stabshjælper, Siegfried Pinding, med operativordre om at gennemføre et angreb på Ostrov den næste dag under kommando af kaptajn Jakob Munner, kommandant for det 5. infanteri. Endvidere ankom et telegram fra lederen af spejderbataljonen, polkovnik Soots, om at sende en dansk militærjournalist og kinematograf til Tallinn for at tage billeder af afslutningen af den første flyvning fra Militærskolen for Republikken Estland.

#### Angrebet på Ostrov
Tidligt om morgenen den 28. juli igangsatte fjenden et angreb på Spejderpattalionens positioner på linjen Tarakanova–Baranovka. Efter en første tilbagetrækning og støtte til kanonild af kaptajn Maimus batteri forblev fronten ved danskernes position i landsbyen Smõkalovo. Om morgenen oplevede det danske kompagni tre ofre, herunder lipnik Søren Christian Opfer, der faldt på venstre fløj under en efterretningsmission. I henhold til planen for erobringen af Ostrov skulle danskerne angribe byen til venstre for Porhov-Ostrov-landevejen og spejderbataljonen B- og E-selskaber til højre. Efter en hård kamp erobrede danskerne landsbyen Kissli og rykkede videre derfra, mens kaptajn Maimus batteri blev brugt til at besætte landsbyen Radušino (Raduhhina).
Da han nåede til Radušino, sendte løjtnant Christensen et 7-mands rekognoseringshold ledet af korporal Christensen til Ostrov. Skvadronen rykkede på eget initiativ nogle få kilometer længere end byen og dens tilsigtede placering, hvor danskerne stødte på en større fjendtlig enhed. Korporal Christensen vendte tilbage til kompagniet hårdt såret og eskorteret af kun to officerer, hvoraf den ene også blev såret. Fire mænd flygtede ud i rugmarkerne, hvor de blev fanget og fængslet af fjenden. Spejderbataljonen blev bragt i en vanskelig position ved at bataljonens kaptajn Pinka blev såret. Løjtnant Herbert Freiberg, der havde taget kommandoen over enheden, undlod at mobilisere de kræfter, der var nødvendige for at fortsætte angrebet, og besluttede at trække sig tilbage for at undgå at blive omringet. Under kampen mod den invaderende fjende nåede danskerne Navolok–Tserkovštšina-linjen natten til den 29. juli..

#### Forsvarskampe indtil generel våbenstilstand
Fra 29. juli til 31. juli fastholdt danskerne deres defensive stillinger i landsbyen Tserkovštšina på trods af svære angreb fra fjenden. Under hårde kampe havde kompagniet endda vanskeligheder med at tælle sine tab. Om morgenen den 1. august begyndte spejderbataljonen og danskerne at opleve et meget mere intensivt angreb på deres positioner fra tidligere dage. Det danske kompagni modtog meddelelse fra løjtnant Voldemar Zupsman, kommandør for gruppe E i spejderbataljonen, om at trække sig tilbage til en ny linje. Som et resultat af tilbagetrækningen trak danskerne på venstre fløj af fronten sig tilbage til landsbyen Višneg. Da landsbyen lå i en lavning, indtog de positioner på bakkerne bag landsbyen. Den venstre fløj af frontlinjen var uden opbakning, så danskerne sendte en forstærket efterretningsenhed som sikkerhed. Der indtraf en række sammenstød med fjendens større rekognosceringsgrupper.
Den 18. august indledte fjenden en offensiv med de samlede styrker, og danskerne blev tvunget til at trække sig tilbage fra deres positioner til landsbyen Kamenskaja. Presset fra modstanderen fortsatte dagen efter. Den 20. august truede fjenden allerede Tšerskaja jernbanestation, men ved linjen ved Tšerjohha flod var det muligt at stoppe angrebene. Den 21. august overdrog det danske kompagni sine positioner til Nordvesthæren og trak sig tilbage til landsbyer bag fronten. Ifølge selskabets læge var der kun 50 kampdygtige danskere tilbage i kompagniet efter slagene i Ostrov. Der var i alt 9 dødsfald. Resten af kompagniet var enten let såret, led af maveonde eller var på anden måde fysisk udmattet. De alvorligt syge blev transporteret til Valga, hvor Dansk Røde Kors havde et feltlazaret placeret.

## Demobilisation og hjemsendelse
I den sidste uge i august 1919 rejste kompagniet gennem garnisonsbyen Pskov og Valgas 2. division til Tartu, hvor enheden blev demobiliseret: deres våben og alt deres militære udstyr, heste og udendørs køkken blev afleveret. Om morgenen den 31. august ankom et tog til Tartu Station, der bragte danskerne til Tallinn samme aften.
Den 1. september udløb kompagniets kontrakter. For deres militære tjeneste blev kaptajner Borgelin og Gudme forfremmede til alampolkovnik (senere sidestillet med oberstløjtnant), løjtnanterne la Cour og Christensen til kaptajner og alle selskabskornetter og budbringere under grev Holstein til lipnik. Den 2. september gik danskerne ombord på dampskibet "Kalevipoeg", der nåede til Københavns havn tidligt om morgenen den 5. september. Efter afslutningen af uafhængighedskrigen blev 48 danskere tildelt frihedskorset, inklusive Danmarks konge Christian X. for alle dem, der var døde og sendt til Danmark fra Dansk-Baltisk Auxiliær Corps fik Aage Westenholz lavet gravsten med ordene "Faldet for friheden for en lille nation."

## Sammensætning
Det korps af danske frivillige, som ankom den 4. april 1919 til Tallinn, omfattede 189 soldater, hvoraf 12 officerer og 13 underofficerer. Kompagniet var opdelt i fire skyttegrupper og en let maskingeværgruppe. Den yngste frivillige var 17 år gammel, den ældste 34 år gammel. Alle korpsets officerer var specialister inden for automatiske våben.

### Undergrupper og officerer
- Chef for Korpset: kaptajn Iver de Hemmer Gudme
- Kompagnichef: kaptajn Richard Gustav Borgelin
- Næstkommanderende: overløjtnant Christian August Beyer (til 06.07.1919)[49][50]
- 1. Deling: løjtnant Alfred Johannes Poulsen
  - Kornet Søren Christian Opfer (faldt 28. juli 1919)[51]
  - Kornet Knud Valdemar Zeltner
- 2. Deling: løjtnant Erik Hansen Munch-Andersen
  - Kornet Axel Theilmann
  - Kornet August Helmund
- 3. Deling: løjtnant Charles Th. Dornonville de la Cour
  - Kornet Carl Bjørn Schütten
  - Kornet Knud Erik Christensen
- 4. Deling: løjtnant Kaj Valdemar Hassing
  - Kornet Vagn Stefani Læsøe Stephensen
- Rekylgeværdelingen: løjtnant Peter Viggo Christensen
  - Løjtnant Hans Oscar Kofoed (leder af halvgruppe)
  - Løjtnant Alfred Lauritz Larsen (leder af halvgruppe)
  - Løjtnant Max Johannes Arildskov (delingsleder)
  - Løjtnant Peter de Hemmer Gudme (delingsleder)
- Feltkøkken og stald: kaptajn Jens Martinus Mortensen

## Udrustning
Oprindeligt var det på grund af mangel på penge vanskeligt at udruste de frivillige, hvilket ifølge aftalen skulle ske bekostet af den estiske regering. Aage Westenholz donerede 50.000 kr. til organisationsarbejdet. Først i marts 1919 kunne den estiske regering tildele 500.000 mark fra et lån modtaget fra Finland til frivillig organisation, hvilket også førte til hurtigere organisatorisk arbejde. Udstyret var overvejende af engelsk oprindelse: De frivillige fik engelsk undertøj, støvler, en forsyning i form af linned og marmelade, og var også velforsynet med tobak. Kompagniets kampudstyr omfattede engelske stålhjelme under hele kampene.

### Uniformer
Kompagniets uniformer omfattede hovedbeklædning, uniformer, bukser, blazere, bælter, flæser og patrontasker af dansk oprindelse. Det lysegrå stof og det hvide bånduniform blev kombineret af oberst Styrup og kaptajn Gudme, og omkostningerne blev dækket af Aage Westenholz gennem den frivillige rekrutteringskomite. Der blev foretaget ændringer i insignierne, så frivillige ikke lignede medlemmer af den regulære danske hær. Både menige og officerer havde ensartede uniformer, det eneste, der kendetegnede officererne, var den lille bogstav på kraven. Under uniformen blev båret en engelsk skjorte, ridebukser med benindpakning og langblonde engelske snørestøvler. Ved gademarcher hørte der hvide handsker til munderingen. Mens de var i reserve i Tartu i juli 1919, blev nye engelske khakiuniformer distribueret til danskerne, hvilket ikke viste sig at være populært. Efter stærkt pres blev gamle danske uniformer genindført.

### Våbenudrustning
I modsætning til den danske almindelige hær, der brugte en Krag-Jørgensen riffel som håndvåben, blev det danske frivillige kompagni ved opholdet i Nõmme-træningslejren bevæbnet med russiske Mosin-Nagant-rifler ved træningen efter forbillede fra den estiske hær. Fra Danmark medbragte kompagniet 24 lette Madsen maskingeværer, der repræsenterede 3,3 % af alle våben af denne type i den estiske uafhængighedskrig. Ifølge kaptajn Borgelin havde det danske kompagni næsten lige så mange lette maskingevær som en normal infanteribataljon. Brugen af lette maskingevær gav kompagniet en stor fordel i ildkraft, da Den Røde Hær helt manglede dette våben. Oprindeligt var teamet med Madsen maskingeværer planlagt til at bestå af tre medlemmer: en leder, en til at betjene våbenet og en ansvarlig for ammunitionen. På grund af deres beskedne antal havde danskerne imidlertid kun to mænd til at håndtere hver Madsen maskingevær. Kompagniet brugte rytterheste til at transportere ammunition. Reparationer af maskingeværer blev udført mellem kampene af kompagniets mekaniske ingeniør, menig Urban August Holm.

## Hæder
Den 22. juni 2013 blev en mindesten, der er dedikeret til danske frivillige, afsløret i Rõuge. Initiativet blev taget af Avo Eisen, og mindestenen blev udformet af Margus Kurvits.